# Degustacja wina

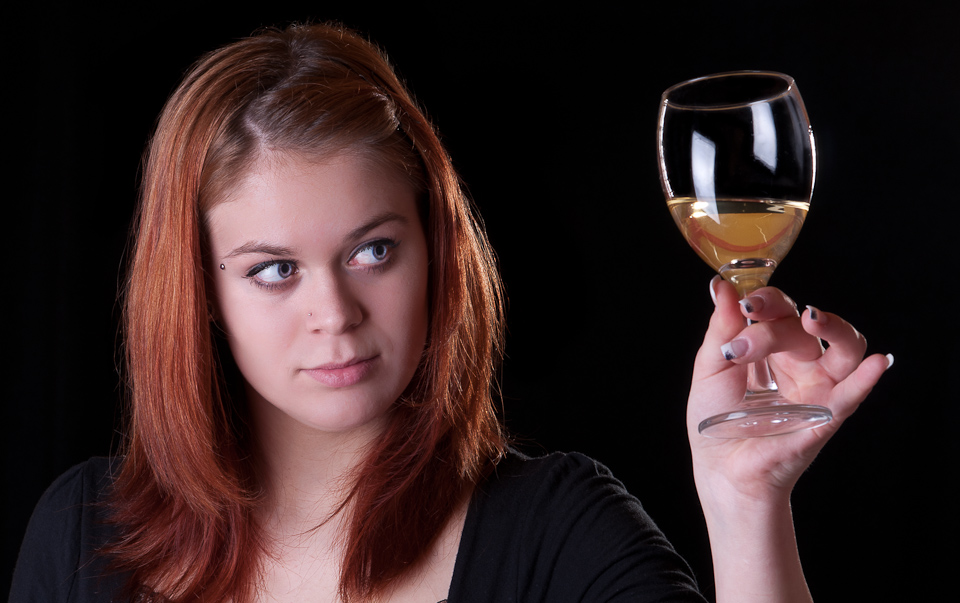
Ocena wizualna wina

Degustacja wina zakłada sensoryczną analizę wina i jego ocenę. Sztuka degustacji wina pozwala na pełne zaangażowanie zmysłów w proces kosztowania tego trunku. Taka pogłębiona analiza jest szczególnie istotna przy krytycznej ocenie i porównywaniu win z jakimś realnym lub teoretycznym standardem. Co prawda wino spożywane przy posiłku ma być jego smakowitym dopełnieniem, nie poddaje się go takim szczegółowym analizom, które zresztą byłyby zakłócone przez smaki i aromaty jedzenia bądź też przez rozproszenie wywołane konwersacją. Jednakże skupienie się na winie, otwarcie zmysłów na różne wymiary wina pozwala na jego docenienie wina i czerpanie większej satysfakcji.

## Procedura degustacji

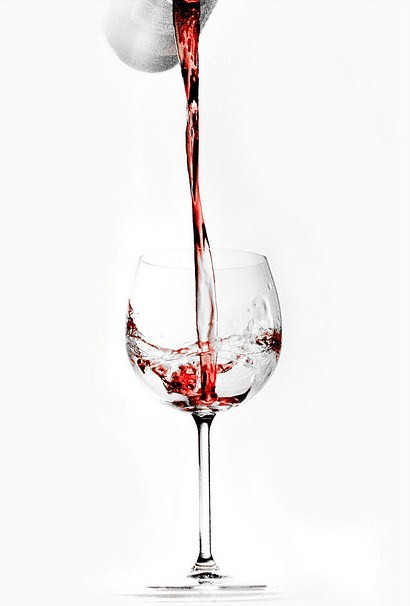
Nalewanie wina

Nie istnieje żadna uniwersalna procedura degustacji wina, a doświadczeni koneserzy często mają wypracowaną swoją własną. Na typową degustację składa się ocena wizualna, ocena zapachu przed i po zamieszaniu, ocena smaku oraz posmaku. Choć z początku niektóre czynności mogą wyglądać nieco pretensjonalnie, są one uzasadnione. Do degustacji potrzebny jest kieliszek i chwila uwagi. Temperatura powinna być dostosowana do rodzaju wina. Charakter wina może zmieniać się w wyniku kontaktu z powietrzem.
Przykładowa procedura oceny wina:
- obejrzenie wina w kieliszku. Kieliszek z winem można odchylić o kąt 30–45°, obejrzeć go najlepiej na białym tle. Pozwala to ocenić klarowność, odcień barwy, lepkość i musowanie.
- powąchanie wina. W celu uwolnienia aromatów z powierzchni płynu można zakręcić winem w kieliszku. Najlepiej jest, gdy kieliszek trzyma się za nóżkę (dzięki temu nie ogrzeje go ciepło dłoni), a wino nalane jest nie więcej niż do połowy (względnie do jednej trzeciej lub nawet jednej czwartej w przypadku dużych kieliszków[6]). Kolejne wciągnięcie powietrza nosem można wykonać, wtykając nos głębiej do kieliszka.
- smakowanie wina. Należy wziąć łyk wina, pozwolić mu na kontakt z całą powierzchnią języka, podniebieniem, ustalić, czy jest np. słodkie, kwaśne, gorzkie, taniczne (ściągające), alkoholowe (rozgrzewające), perliste, dobrze zbudowane (czy jest pełne, ekstraktywne, jak bardzo różni się od wody). Należy zwrócić uwagę na aromat ocieplonego wina znajdującego się w jamie ustnej, można również nabrać nieco powietrza, aby wzmocnić uwalnianie aromatów. Degustujący dla przyjemności mogą połknąć wino; profesjonalni kiperzy smakujący nawet sto win dziennie wypluwają je do spluwaczki.
- zwrócenie uwagi na posmak i ogólna ocena wina. Ocenia się wrażenie, jakie pozostawia wino po przełknięciu, jego długość. W przypadku gorszego wina jego ślady na podniebieniu szybko mogą zanikać; posmak znakomitego wina może utrzymywać nawet pół minuty.

Rozróżnia się wiele typowych aromatów wina, w tym również aromaty niepożądane, wadliwe. Trudno jest jednak opisać słowami subiektywne wrażenia węchowe i smakowe, najlepiej jest odnosić się do rzeczy, które wydają się znajome. W winie jednak mogą znajdować się również aromaty i smaki niemające bezpośrednich odpowiedników, trudne do określenia.

## Zmysły w ocenie wina

### Wzrok

#### Barwa

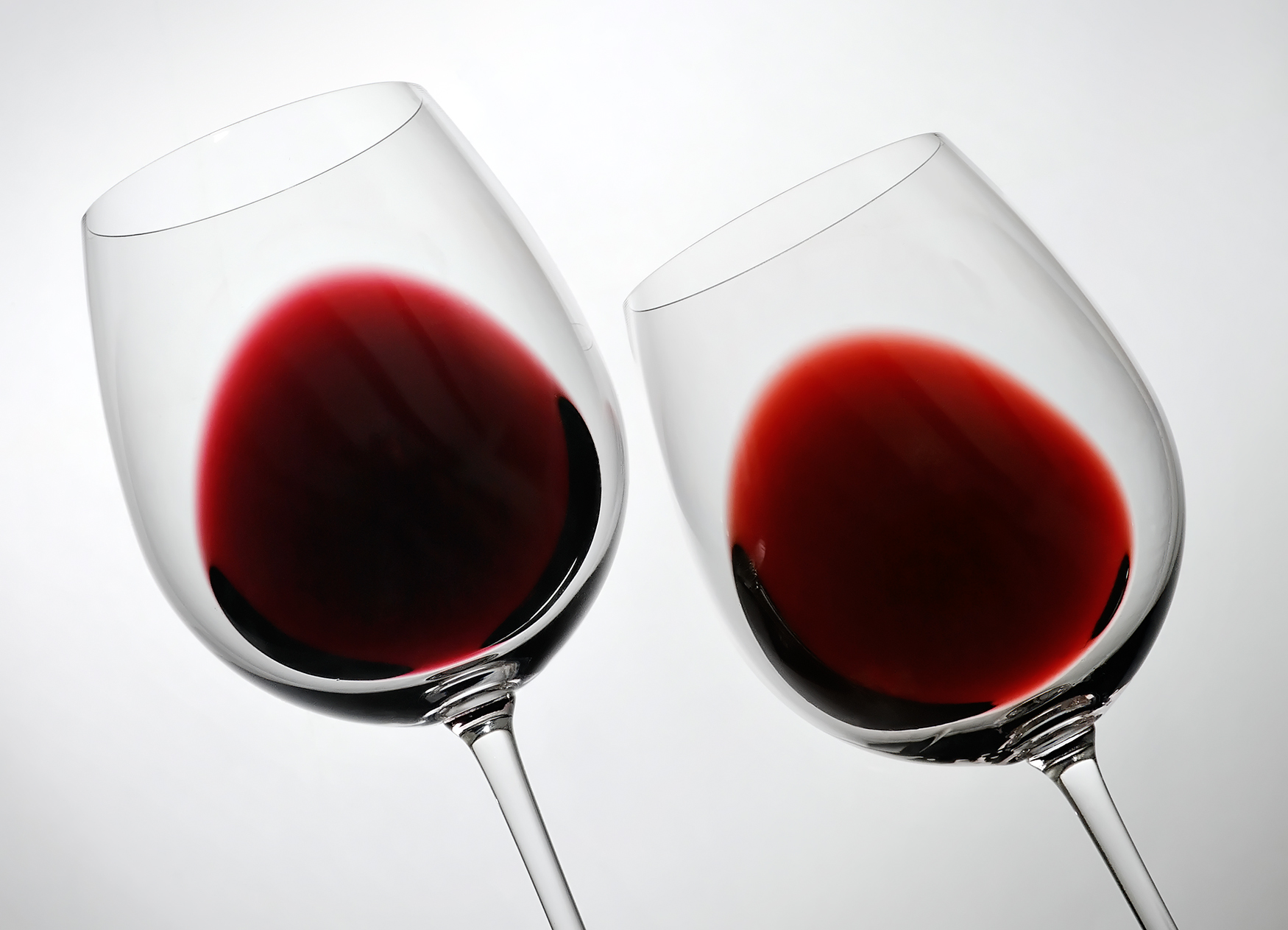
Porównanie barwy wina – po lewej wino po dwóch latach dojrzewania; po prawej takie samo wino po sześciu latach dojrzewania. Wino z czasem z głębokiej czerwieni, purpury zmieniło barwę na jaśniejszą, ceglaną

Kolor wina może dostarczać informacji o wieku wina. W miarę dojrzewania, starzenia wina utleniają się – białe wina zmieniają swój odcień z zielonkawego przez złoty na bursztynowy, różowe stają się z czasem coraz bardziej pomarańczowe, a czerwone nabierają brązowych odcieni. Intensywność barwy może zależeć od odmiany winorośli (cabernet sauvignon daje ciemniejsze wino niż pinot noir), treściwości i ciężkości wina, pochodzenia (w klimacie chłodnym barwa może być mniej intensywna) oraz od zastosowanych technik winiarskich – długości kontaktu moszczu ze skórkami owoców, leżakowania w beczkach. W miarę starzenia się cząsteczki barwnika polimeryzują i mogą tworzyć osad.

#### Klarowność
Lekkie przymglenie występujące często w beczkowanych winach nie powinno zwracać uwagi. Większe zmętnienia w winie są uznawane za wadę, choć nie wpływają na smak i aromat wina i obecnie należą do rzadkości. W winie mogą jednak wytrącać się osady. Mogą to być osady taninowe powstałe w wyniku koagulacji związków fenolowych w winach czerwonych. Mogą być to również kryształki soli kwasu winowego, które nie stanowią wady i pojawiają się nawet w winach najwyższej jakości, zarówno w winach czerwonych, jak i białych. Te kryształki to zazwyczaj wodorowinian potasu, kruche i płatowate lub rzadziej drobny winian wapnia. Konsumenci czasami uznają te osady za odłamki szkła. Wina takie wystarczy ostrożnie zdekantować. Jednak niektórzy producenci ze względu na preferencje konsumentów mocno schładzają wino przed butelkowaniem i filtrują, co zwiększa koszty i może niekorzystnie wpływać na jakość.

#### Musowanie

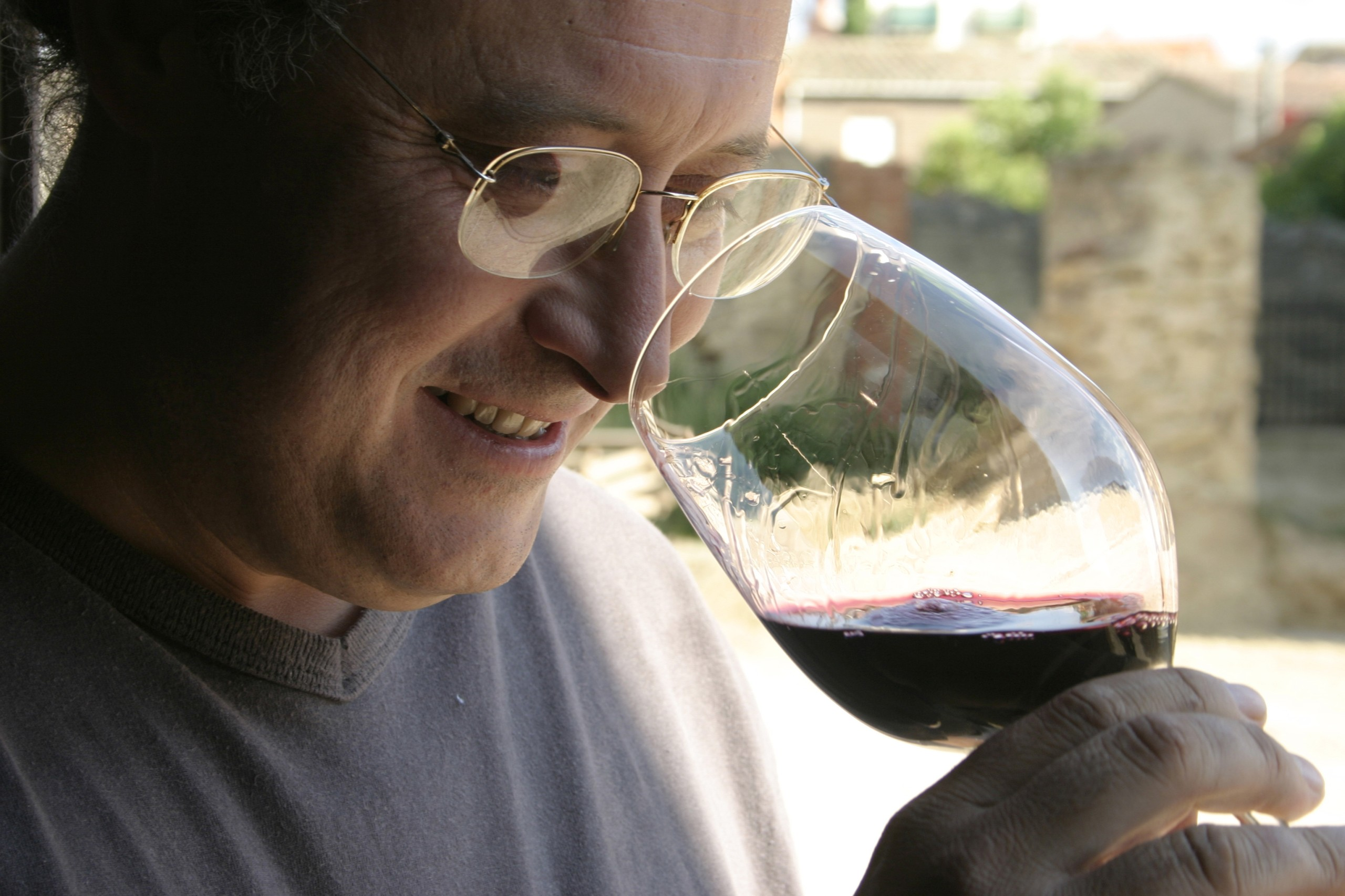
Mężczyzna degustujący wino. Na kieliszku widoczne charakterystyczne „łezki”

W winach musujących liczne łańcuszki drobnych bąbelków oraz pianka na powierzchni są ważną cechą świadczącą o jakości. Powolne, ciągłe uwalnianie bąbelków łatwiej jest uzyskać przez przedłużony kontakt osadu drożdżowego z winem, związaną z tym autolizą drożdży. Wina niemusujące mogą również czasem zawierać dwutlenek węgla z fermentacji, który tworzy bąbelki na dnie i wzdłuż ścianek kieliszka. Zdarza się to zwykle wtedy, kiedy wino jest wcześnie butelkowane. Nierzadko lekkie nagazowanie można zaobserwować w młodych winach białych i w beaujolais nouveau. Czasami bąbelki mogą pochodzić z metabolizmu bakterii rozwijających się po zabutelkowaniu, czy to przez opóźnioną fermentację jabłkowo-mlekową, czy to przez działalność infekujących mikrobów.

#### Inne cechy wizualne
Na lepkość wina wpływa zawartość cukru, glicerolu i alkoholu, choć zwykle tylko w winach deserowych i bardzo alkoholowych mogą być zauważalne jakiekolwiek różnice. Zazwyczaj jest to parametr ignorowany przez profesjonalnych kiperów. W winie o dużej zawartości alkoholu mogą się tworzyć po zakręceniu kieliszkiem tzw. „łezki”' – charakterystyczne formy na ściankach tworzone przez spływające kropelki z powrotem do kieliszka. Związane jest to z różnicami w napięciu powierzchniowym spowodowanymi nierównomiernym parowaniem alkoholu.

### Węch

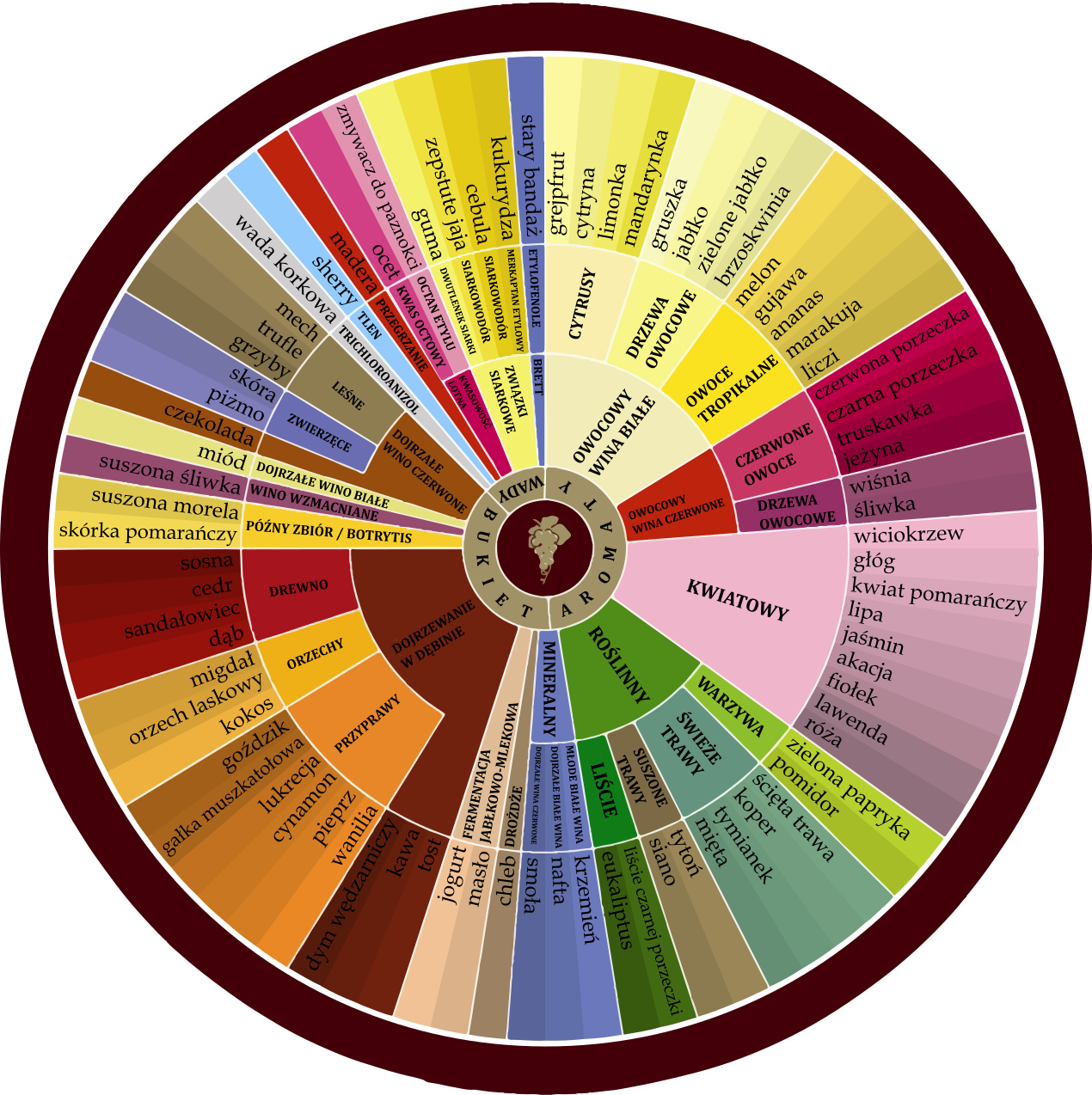
Koło aromatów wina

Zapach może być wrażeniem wywołanym przez pojedynczy związek lub wiele różnych związków chemicznych. W winie zawartych jest ponad 50 związków występujących w wystarczająco wysokich stężeniach, aby wpływać na wrażenie zapachu. W pamięci nie zachowuje się zbiór osobnych wrażeń węchowych, ale raczej ich całość. Ponadto wrażenie zapachu i smaku są czymś znacznie większym niż suma składowych tych wrażeń. Często zapachy subiektywnie kategoryzuje się na grupy, np. kwiatowe, owocowe, warzywne, wędzone itd. Podlegają one różnym interakcjom. Aromaty owocowe mogą maskować aromaty warzywne w czerwonych winach, a charakter brett może się wzajemnie znosić z odczuwaniem dębiny.
Tradycyjnie wyróżnia się dwie kategorie zapachu wina – aromat, który jest zapachem związanym z winogronami oraz bukiet, który stanowi zapach rozwijający się podczas fermentacji i dojrzewania. Trudno jednak to rozróżnienie stosować w praktyce, podobne lub identyczne związki zapachowe mogą pochodzić od winogron, drożdży, bakterii lub powstawać w wyniku abiotycznych reakcji.

### Smak i odczucie w ustach

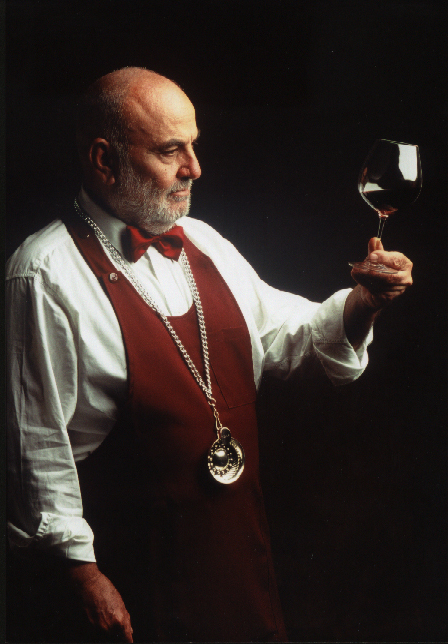
Sommelier oceniający wino z tradycyjnym naczyniem do degustacji tastevin zawieszonym u szyi

Oceniając smak i odczucie w ustach bierze się pod uwagę następujące aspekty: stopień wytrawności lub słodyczy, kwasowość, taniczność, poziom alkoholu, treściwość, charakter i intensywność smaku, długość posmaku.
Słodki smak wina związany jest z ilością cukrów resztkowych pozostałych w winie po zakończeniu fermentacji, głównie fruktozy i glukozy. Fermentację można przerwać zanim drożdże wykorzystają cukry poprzez schłodzenie lub dodanie dwutlenku siarki. Na dalszym etapie drożdże odfiltrowuje się, a wino butelkuje w sterylnych warunkach. Choć słodyczy nie da się wyczuć nosem, aromaty kojarzące się z nią potrafią wzmocnić odczucie słodkiego smaku i zredukować odczucie kwaśności. Wrażeniu słodyczy mogą sprzyjać alkohole fuzlowe i wanilina z dębiny.
Głównym kwasem jest kwas winowy. W winach białych kwasowości jest więcej niż w czerwonych, a w winach z winogron uprawianych w chłodnym klimacie jest ich więcej niż w przypadku klimatu ciepłego. W procesie dojrzewania winogron zwiększa się bowiem poziom cukru, a spada poziom kwasowości, co przekłada się na wyższe pH takich win.
W winie znajduje się kilka alkoholi, głównie etanol, który lekko podkreśla smak słodki i nieznacznie zmniejsza odczucie kwasowości, ma właściwości rozgrzewające. W stężeniach powyżej 14% obj. może powodować wrażenie pieczenia i wpływać na ocenę treściwości, zwłaszcza w winach wytrawnych. Czasami w wytrawnych winach trzecim składnikiem pod względem ilości (po wodzie i etanolu) jest glicerol, który nadaje wrażenie gładkości.
Związki fenolowe zgrupowane pod pojęciem taniny moją wpływać na odczucie goryczy i cierpkości, poza tym wpływają na barwę i treściwość. W winach białych znajduje się mniej związków fenolowych, przez to rzadziej wykazują cierpkość. Jeśli wydają się cierpkie, prawdopodobnie wynika to z wysokiej kwasowości.
Treściwość, cielistość jest pojęciem trudnym do precyzyjnego zdefiniowania, opisuje odczucie lekkości lub pełni wina w ustach. Z odczuciem pełni koreluje wrażenie słodyczy, zawartość polisacharydów, alkoholu i ekstraktu. Niektóre odmiany winorośli dają zwykle lekkie wina, inne – dobrze zbudowane. Na ogół wina z chłodniejszego klimatu są lżejsze niż te z ciepłego.

## Serwowanie wina
Istnieją pewne zasady określające kolejność podawania win. Generalnie wina wytrawne serwuje się przed słodkimi, lekkie przed ciężkimi i młode przed dojrzałymi. Wytworne restauracje zatrudniają sommelierów – specjalistów zajmujących się profesjonalnym serowaniem wina i ich doborem do potraw.

### Temperatura
Im cieplejsze wino, tym mocniej będzie uwalniać aromaty. Im niższa temperatura wina, tym bardziej podkreślona będzie kwasowość i taniczność, a mniej odczuwalna słodycz. Wina dobrze zbudowane serwuje się często w wyższych temperaturach niż wina lekkie. Wina można schładzać w lodówce, jednak kilkakrotnie szybciej można je schłodzić, zanurzając butelkę w chłodnej wodzie. Do tego celu można wykorzystać wiaderko wypełnione mieszaniną wody i lodu.
Białe wina są generalnie serwowane w temperaturach 8–12 °C. Lekkie białe wina można podawać w niższym zakresie temperatur (5–10 °C), natomiast dobrze zbudowane wina białe – w wyższym (12–16 °C). Wina czewone serwuje się generalnie w temperaturach (16–18 °C). Lekkie mogą jednak być serwowane w niższych temperaturach (10–12 °C), a dobrze zbudowane do 20 °C. Wina musujące podaje się w temperaturach 8–13 °C, a nawet niższych, od 4 °C, co sprzyja ciągłemu uwalnianiu bąbelków, uwydatnia pożądane aromaty tostowe i nadaje orzeźwiający charakter. Słodkie wzmacniane wina serwowane są w temperaturze ok. 18 °C. Wymienione temperatury są jednak jedynie sugestiami, optymalna temperatura serwowania często jest kwestią osobistych preferencji oraz zwyczaju.

### Dekantacja

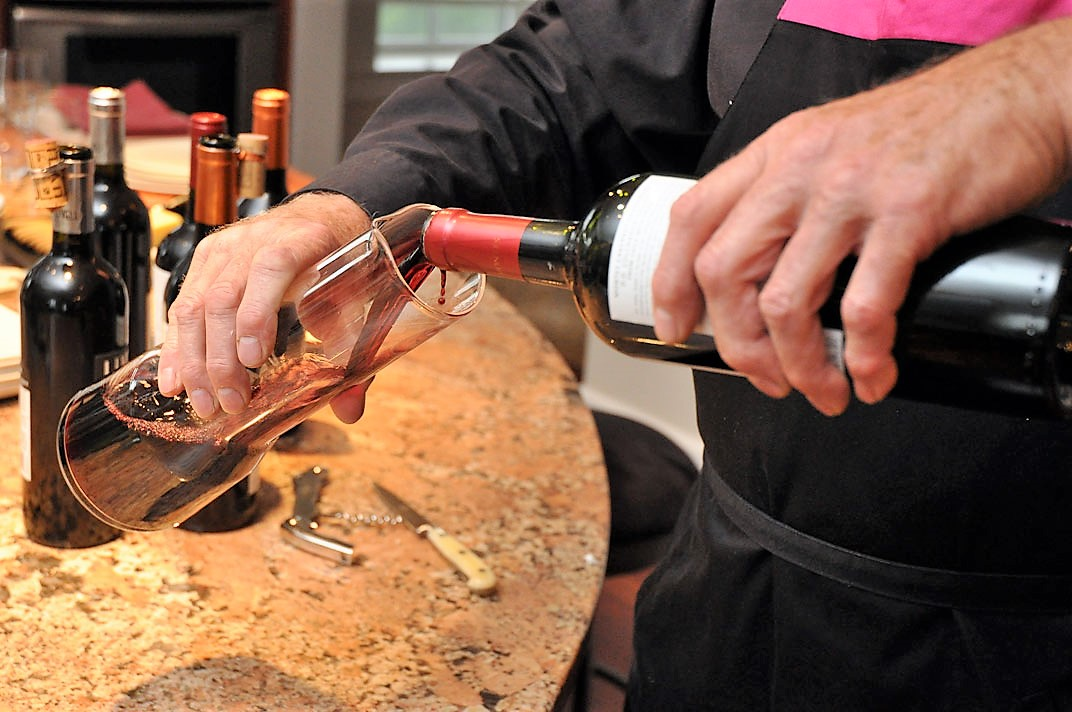
Dekantowanie czerwonego wina

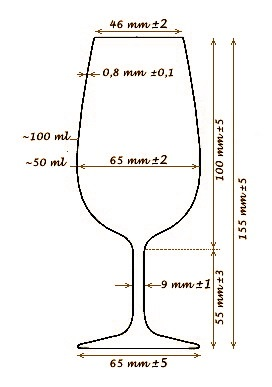
Kieliszek ISO zaprojektowany w latach 70. XX w. polecany jest przez profesjonalistów do degustacji wszystkich typów wina

Wino przed konsumpcją można przelać do innego naczynia, np. karafki. Robi się to, aby:
- oddzielić wino od osadu (dekantacja), który mógł się wytworzyć zwłaszcza na dnie starego czerwonego wina;
- napowietrzyć wino, aby uwolnić aromaty wina[24], pozwolić dojrzeć taninom w młodych winach[25];
- ładnie zaprezentować wino[24];
- usunąć niektóre niepożądane siarkowe aromaty[22].

Niekoniecznie trzeba jednak dekantować wino dla „otworzenia” aromatów, wystarczy wino przelać do kieliszka i zakręcić, aby otrzymać podobny efekt. Poza tym większość współczesnych stabilizowanych win nie tworzy osadów. W przypadku starych win, z ulotnym aromatem, degustacja powinna następować bezpośrednio po ewentualnej dekantacji.

### Kieliszek
Idealny kieliszek do serwowania wina jest przezroczysty, składa się z nóżki i czarki, która zwęża się ku górze. W kieliszku powinno być wystarczająco miejsca, aby można było swobodnie zakręcić winem. Generalnie nie ma potrzeby zaopatrywania się w różne kieliszki dla różnych rodzajów wina; ewentualnie wina słodkie i wzmocnione można podawać w mniejszych kieliszkach. Czasem jednak przyjmuje się, że dla win białych najlepsze są węższe i mniejsze kieliszki w porównaniu z kieliszkami dla win czerwonych.